# جورج إموردوك
جورج إموردوك (بالإنجليزية: George Murdock)‏ (و. 1930 – 2012 م) هو ممثل تلفزي، وممثل أفلام، وممثل مسرحي أمريكي، ولد في سالينا، بدأ مشواره المهني سنة 1961، توفي في بربانك، كاليفورنيا، عن عمر يناهز 82 عاماً، بسبب ابيضاض الدم.

## التعليم
تعلم في Kansas Wesleyan University ‏
.

## وصلات خارجية
- جورج إموردوك على موقع IMDb (الإنجليزية)
- جورج إموردوك على موقع ألو سيني (الفرنسية)
- جورج إموردوك على موقع أول موفي (الإنجليزية)
- جورج إموردوك على موقع قاعدة بيانات الأفلام السويدية (السويدية)
- جورج إموردوك على موقع قاعدة بيانات الفيلم (الإنجليزية)
- جورج إموردوك على موقع كينوبويسك (الروسية)